# Pierwomichajłowka
Pierwomichajłowka (ros. Первомихайловка) – wieś (sieło) w Rosji, w obwodzie nowosybirskim, w rejonie tatarskim. W 2021 liczyła 270 mieszkańców.